# Thomas Lemar
Thomas Lemar (* 12. listopadu 1995, Baie-Mahault, Guadeloupe) je francouzský profesionální fotbalista, který hraje na postu záložníka za španělský celek Atlético Madrid. Na reprezentační úrovni nastupuje za národní mužstvo Francie, se kterým vyhrál MS 2018.

## Klubová kariéra
Lemar začal hrát fotbal jako dítě v klubu Solidarité Scolaire. Posléze se dostal do klubu SM Caen. Za Caen v sezoně 2013/14 debutoval mezi dospělými, v této sezoně tým postoupil do Ligue 1. Když Caen v další sezoně bojoval o udržení mezi elitou, byl Lemar spíše náhradníkem. Ve venkovním zápase na půdě FC Nantes 5. dubna 2015 se však zaskvěl. V 73 . minutě byl poslán na hřiště, o několik minut později trefil brankovou konstrukci. V 92. minutě vsítil branku z přímého kopu a rozhodl o vítězství 2:1.

### AS Monaco

#### 2015/16
Už ve třetím kole Ligue 1 sezóny 2015/16 se gólově prosadil, když pár minut po vstupu na hřiště srovnal na konečných 1:1 na půdě Toulouse.
Během šestého kola odehrál celý zápas doma s Lorientem. Ve 21. minutě si stoupl k rohovému praporku a nacentroval na gól Tourému, který snížil na 1:2. Ve 47. minutě sám přidal druhý gól, když se prosadil z přímého kopu. Lorient ale strhl výhru na svou stranu, vyhrál 3:2.
V sedmém kole vstřelil gól Montpellieru, i jeho gól rozhodl o výhře Monaca poměrem 3:2.
V lednu se mu povedl opět zápas proti Lorientu, kdy spolu s Moutinhem rozhodli o monackém vítězství 2:0 na hřišti soupeře.
Začátkem března otevřel skóre proti „rodnému“ Caen, ale zápas skončil remízou 2:2.
Kouč Jardim ho zkoušel na různých pozicích v záloze – dvojčlenné i tříčlenné – než jej zařadil na levé křídlo v systému 4–2–2–2.
Knížecí celek skončil ligu jako třetí, kvalifikoval se tedy do předkola Ligy mistrů.

#### 2016/17
Ročník Ligue 1 2016/17, Lemarův druhý v monackém dresu, byl mimořádné úspěšným pro tým a i Lemara osobně. Trenér Jardim mu věnoval více prostoru na hřišti, což přineslo ovace prakticky hned v úvodu. V zářijovém utkání doma proti Stade Rennes v samotném závěru dvěma góly pojistil výhru 3:0.
Na podzim přidal ještě další čtveřici branek. Ještě během července a srpna pomohl k postupu do skupiny Ligy mistrů, Monaco vyřadilo Fenerbahçe a i Villarreal. Lemar si místo v základu podržel také ve skupině, kdy z levého strany terorizoval obrany Tottenhamu, Leverkusenu a CSKA Moskva. V prvním zápase skupiny ve Wembley proti Tottenhamu byl na lavičce náhradníků, ale v 5. minutě se zranil Nabil Dirar a Lemar šel do hry. Ve 31. minutě zvýšil vedení Monaca, v zápase který skončil zaslouženou výhrou 2:1.
Odehrál zápas proti Leverkusenu (1:1) a také dva moskevskému proti CSKA (1:1 a výhra 3:0). Další gól v milionářské soutěži dal opět Tottenhamu (další výhra 2:1). Na branku Djibrila Sidibého sice z penalty dokázal odpovědět Angličan Kane, avšak Lemar strhl vítězství na monackou stranu.
Osmifinále představovalo těžkou zkoušku mladého týmu proti Manchesteru City kouče Pepa Guardioly. Lemar odehrál celé utkání a v 61. minutě přihrál na gól Falcaa, v tento moment Monaco vítězilo 3:2.
City ale třemi góly zápas otočilo. Monaco zvládlo odvetu, Lemar asistoval u důležité branky Bakayoka na 3:1, tento stav Monaco posouval do čtvrtfinále, tým okolo Lemara už výsledek udržel a Citizens vyřadil.
Ve čtvrtfinále asistoval u tří branek během výher 3:2 a 3:1 proti Dortmundu. Postup Ligou mistrů ukončil až turínský Juventus. Jeho jarní góly a asistence v lize Monacu přihrály francouzský titul před dotírajícím PSG.
V této sezoně si celkově do statistik připsal 14 gólů a 17 gólových asistencí, čímž si vysloužil pozornost velkoklubů, ačkoliv se zdálo, že jej zastiňují jiné hvězdy jako Bernardo Silva, Benjamin Mendy nebo Fabinho.

#### 2017/18
Ačkoli byl spojován s možným odchodem – nabídku poslal např. Arsenal – zůstal nakonec v Monaku.
Za sezonu 2017/18 se trefil pouze třikrát, dva z těchto gólů vstřelil ve francouzské lize. Na hřišti Bordeaux vstřelil po individuální akci gól na 2:0.
V půlce prosince se jedním gólem podílel na jasné výhře 4:0 na půdě Saint-Étienne.
AS Monaco titul neobhájilo, v tabulce skončilo druhé.

### Atlético Madrid

#### 2018/19
Atlético přivedlo 22letého Lemara v létě 2018 za částku 70 milionů eur.
Trenér Diego Simeone jej přivedl za Carrasca, který v lednu opustil Atlético, aby zamířil do Číny.
Poprvé si v novém týmu zahrál v přípravě se Stuttgartem. Debut v ostrém zápase jej čekal v srpnu v Superpoháru UEFA. Od začátku nastoupil na pravém křídle, v 91. minutě byl střídán, Atlético porazilo rivala Real Madrid 4:2 v prodloužení.
Diego Simeone byl s jeho výkonem spokojený, i proto si ve španělské La Lize v sezóně 2018/19 odbyl debut již v prvním kole na hřišti Valencie (1:1).
Simeone oproti Superpoháru změnil jeho post z pravého křídla na levé. Velký zápas odehrál v září na Getafe – ve 14. minutě nastřelil břevno, od kterého se míč odrazil do zad gólmana Davida Soriy a od něj do branky, gól je však zaznamenán jako Soriův vlastní. Lemara našel v 60. minutě centrovaný míč Kokeho a Lemar pojistil vedení 2:0.
V dubnu 2019 dal jediný gól utkání s Eibarem, jehož znovu našel míč Kokeho.
Atlético skončilo v lize druhé za Barcelonou, ale před svým rivalem, Realem Madrid.

#### 2019/20
Lemar byl i další sezónu součástí plánů Simeoneho, jeho konkurencí se však stal nově příchozí portugalský talent João Félix.

## Reprezentační kariéra
Lemar nastupoval již za francouzské mládežnické reprezentace. V roce 2012 se zúčastnil ME hráčů do 17 let. Zde si zahrál např. po boku Anthonyho Martiala.

### Francouzská reprezentace
Trenér Didier Deschamps dal Lemarovi možnost zahrát si poprvé v přátelském zápase s Irskem (0:0) v listopadu 2016.
V kvalifikačním zápase na MS 2018 na domácí půdě s Nizozemskem na sebe upozornil, když vstřelil dva góly během výhry 4:0. Lemar, možná vůbec nejlepší hráč zápasu, vsítil v 73. minutě gól tzv. halfvolejem ze 20 metrů na 2:0, v 88. minutě přidal ještě třetí a vše korunoval v nastavení Kylian Mbappé.
Deschamps jej nominoval na MS 2018, patřila mu však role střídajícího hráče, neboť v útoku trenér spoléhal na duo Mbappé–Griezmann, na lavičce navíc čekali další hráči jako Dembélé a Giroud. Ve třetím zápase skupiny proti Dánsku odehrál Lemar celý zápas na levém křídle. Zápas skončil nerozhodně 0:0.
Pro Lemara to byl první a zároveň poslední zápas na šampionátu, na kterém Francie zvítězila, když ve finále porazila Chorvatsko 4:2.
Během premiérového ročníku Ligy národů byl na lavičce náhradníků.

## Styl hry
Fotbalový server FourFourTwo vyzdvihuje Lemarovu střelu, přihrávku a schopnost účinného pressingu (tj. zpětné získání míče).
Může zahrát ve středu zálohy i na jejím okraji, pravém i levém. Není klasickým křídlem, stahuje se totiž do středu hřiště a vytváří prostor pro nabíhající krajní beky svého mužstva.
Trenér Leonardo Jardim, který vedl Lemara v AS Monaco, vyzdvihl Lemarovu univerzalitu a že jediné posty, kde by Lemar strádal, a to na hrotu útoku a ve středu obrany.

## Úspěchy
Zdroj:
AS Monaco
- Ligue 1 (1× vítěz)
  - 1. místo: 2016/17

Atlético Madrid
- Superpohár UEFA (1× vítěz)
  - 1. místo: 2018

Francouzská reprezentace
- Mistrovství světa (1× vítěz)
  - 1. místo: 2018

Francouzská reprezentace U17
- Mistrovství Evropy U17
  - 2012 – účast na závěrečném turnaji

Individuální
- Hráč měsíce Ligue 1 podle UNFP – listopad 2016[26]